# Twthill

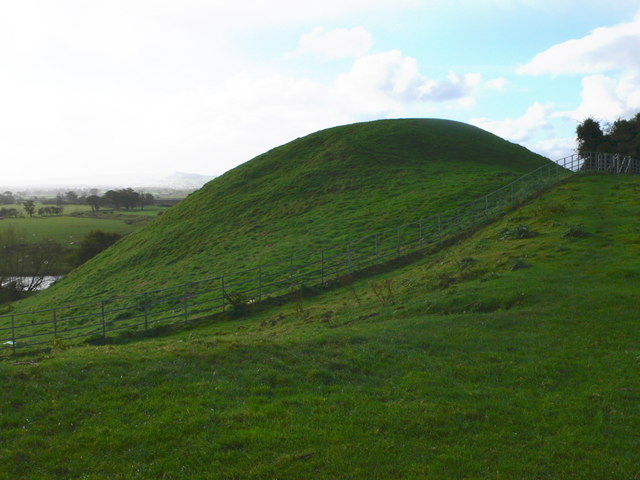
Twthill, País de Gales.

O Twthill (em língua galesa Twtil) é um castelo atualmente inexistente localizado em  Rhuddlan, Denbighshire, País de Gales. 
Foi construído por volta de 1073 por Robert de Rhuddlan e atualmente está aberto ao público.